# Idioma yemaek
El idioma ye-maek, ya-maek también conocido como yemaek, yamaek y maek, es una lengua no clasificada y podría decirse que no directamente atestiguada de Manchuria, el este de Corea, y el norte de Silla en el los últimos siglos a. C.
El pueblo yemaek tenía vínculos históricos con los reinos coreanos posteriores y puede haber sido ancestro de varios, tales como Gojoseon; el Ye de Yemaek es posible que sea sinónimo de  Buyeo, y el  Maek  de Goguryeo. El idioma pudo haber sido una de las lenguas fuyu o incluso un ancestro de estas.
Las evidencias de esta lengua se limitan a  topónimos, y su existencia es cuestionable. Los intentos de recuperación de palabras yemaek de topónimos en el registro histórico Samguk Sagi se disputan.